# Левин Фридрих III фон дер Шуленбург
Левин Фридрих III фон дер Шуленбург (на немски: Levin Friedrich III von der Schulenburg; *
24 август 1708, Шрике, Долна Австрия; † 27 декември 1739, Бургшайдунген, днес част от град Лауха ан дер Унщрут в Саксония-Анхалт) е благородник от род фон дер Шуленбург (от Бялата линия), кралски-полски и курфюрстки-саксонски областен комисар на окръг Тюрингия.

## Произход и наследство
Той е вторият син на Хайнрих Хартвиг I фон дер Шуленбург (1677 – 1743) и съпругата му Катарина София фон Тресков от род Шлагентин (1688 – 1742). Внук е на Хенинг Кристоф фон дер Шуленбург (1649 – 1683) и Мария Доротея фон Легат (1646 – 1683). Брат е на Хайнрих/Ханс Хартвиг II (1705 – 1754), Кристоф Даниел II (1711 – 1776) и Александер Фридрих Кристоф фон дер Шуленбург (1720 – 1801).
През 1700 – 1702 г. баща му, заедно с брат си Кристоф Даниел II фон дер Шуленбург, е на военна служба при херцога на Савоя и става хауптман на Ангерн.
Левин Фридрих III получава чрез наследство от своя кръстник сардинския фелдцойгмайстер Левин Фридрих I фон дер Шуленбург (1670 – 1729) собствености със замък и Кирхшайдунген. Той построява дворец в Бургшайдунген. Той умира внезапно на 27 декември 1739 г. в Бургшайдунген. Децата му получават за опекун Рудолф фон Шьонфелт.

## Фамилия
Левин Фридрих III фон дер Шуленбург се жени за Хенриета Елизабет фон Хеслер (* 24 юли 1717, Витценбург; † 6 декември 1739, Бургшайдунген). Те имат децата:
- Хенриета фон дер Шуленбург (* 1 януари 1736; † 25 юни 1800, Бетцендорф), омъжена на 9 юни 1757 г. в Бургшайдунген за граф Фридрих Август I фон дер Шуленбург (* 25 септември 1727, Волфсбург; † 9 април 1797, Бетцендорф), син на имперски граф Адолф Фридрих фон дер Шуленбург (1685 – 1741) и Анна Аделхайд Катарина фон Бартенслебен (1699 – 1756)
- Левин Фридрих IV фон дер Шуленбург (* 23 юни 1738, Бургшайдунген; † 20 март 1801, Бургшайдунген), издигнат през 1786 г. във Виена на имперски граф, женен на 15 януари 1771 г. в Дрезден за графиня Мариана/Мария Анна Вилхелмина фон Бозе (* 8 септември 1747, Дрезден; † 22 декември 1815, Дрезден); имат 4 деца
- Хайнрих Мориц фон дер Шуленбург-Хеслер (* 22 ноември 1739, Бургшайдунген; † 29 ноември 1808, Витценбург), граф, женен за Ердмута Хенриета фон Бюнау (* 6 май 1757; † 23 май 1825); имат трима сина